# Tirreno-Adriático 1969
La cuarta edición de la Tirreno-Adriático se disputó del 11 al 15 de marzo de 1969 en Italia. El ganador fue el italiano Carlo Chiappano.

## Etapas
| Etapa | Fecha       | Recorrido                                       | km    | Ganador            | Líder              |
| ----- | ----------- | ----------------------------------------------- | ----- | ------------------ | ------------------ |
| 1.ª   | 11 de marzo | Bracciano - Fiuggi                              | 209,0 | Franco Bitossi     | Franco Bitossi     |
| 2.ª   | 12 de marzo | Fiuggi - Alatri                                 | 190,0 | Franco Bitossi     | Franco Bitossi     |
| 3.ª   | 13 de marzo | Alatri - Pescasseroli                           | 176,0 | Giancarlo Polidori | Giancarlo Polidori |
| 4.ª   | 14 de marzo | Pescasseroli - San Benedetto del Tronto         | 239,0 | Adriano Durante    | Arturo Pecchielan  |
| 5.ª A | 15 de marzo | San Benedetto del Tronto - S.B del Tronto       | 114,0 | Patrick Sercu      | Carlo Chiappano    |
| 5.ª B | 15 de marzo | San Benedetto del Tronto - S.B del Tronto (CRI) | 18,3  | Vittorio Adorni    | Carlo Chiappano    |

## Clasificación general
| Posición | Ciclista               | Equipo    | Tiempo       |
| -------- | ---------------------- | --------- | ------------ |
| 1        | Carlo Chiappano        | Sanson    | 23h 58' 18'' |
| 2        | Albert van Vlierberghe | Ferretti  | + 31''       |
| 3        | Giuseppe Fezzardi      | Sanson    | + 42''       |
| 4        | Luigi Sgarbozza        | Max Meyer | + 1' 14''    |
| 5        | Roberto Ballini        | G.B.C.    | + 1' 31''    |
| 6        | Ernesto Donghi         | Sagit     | + 1' 36''    |
| 7        | Italo Zilioli          | Filotex   | + 2' 00''    |
| 8        | Arturo Pecchielan      | Molteni   | + 2' 15''    |
| 9        | Aldo Moser             | G.B.C.    | + 2' 55''    |
| 10       | Franco Mori            | Sanson    | + 4' 33''    |